# Adobe After Effects
Adobe After Effects, ili skraćeno After Effects, je program, razvijen i izdan od strane američke tvrtke Adobe Systems. Program se koristi za vizualne efekte, pokretne grafike i tipografiju. Također se koristi u postprodukciji kod izrade filmova i televizijskih produkcija. Između ostalog, After Effects se može koristiti i za kompoziciju i animaciju.